# Yuma (Arizona)
Yuma (in cocopah: Yuum) è una città e il capoluogo della contea di Yuma, Arizona, Stati Uniti. La popolazione della città era di 93 064 abitanti al censimento del 2010, un aumento rispetto ai 77 515 abitanti del censimento del 2000.
Yuma è la città principale dell'area metropolitana di Yuma, che comprende la contea di Yuma. Secondo lo United States Census Bureau, la popolazione stimata nel 2014 dell'area metropolitana era di 203 247 abitanti. Più di 85 000 pensionati fanno di Yuma la loro residenza invernale.
Yuma si trova nell'angolo sud-ovest dello stato, nel deserto di Sonora, nella sottoregione del deserto di Yuma.

## Geografia fisica
Secondo l'Ufficio del censimento degli Stati Uniti, ha una superficie totale di 120,32 mi² (311,63 km²).

## Storia
I primi coloni dell'area per migliaia di anni furono i nativi americani e alcune tribù storiche. I loro discendenti ora occupano le riserve di Cocopah e Quechan.
Nel 1540, spedizioni coloniali spagnole, guidate da Hernando de Alarcón e Melchor Díaz, visitarono l'area e riconobbero immediatamente l'attraversamento naturale del fiume Colorado come luogo ideale per la creazione di una città. Il fiume Colorado si restringe a poco meno di 1 000 piedi di larghezza in una zona. Le spedizioni militari che attraversarono il fiume Colorado allo Yuma Crossing includono Juan Bautista de Anza (1774), il battaglione mormone (1848) e la California Column (1862).
Durante e dopo la corsa all'oro della California alla fine degli anni 1870, lo Yuma Crossing era noto per le sue traversate in traghetto attraverso il Southern Emigrant Trail. Questo era considerato la porta di accesso alla California, in quanto era uno dei pochi luoghi naturali in cui i viaggiatori potevano attraversare il fiume Colorado, altrimenti molto ampio.

### Primi insediamenti
Dopo che gli Stati Uniti fondarono Fort Yuma, due città si svilupparono a un miglio dal corso del fiume. Quello dalla parte della California si chiamava Jaeger City, dal nome del proprietario del Jaeger's Ferry, che attraversava il fiume lì. Fu per un periodo il più grande dei due, con l'ufficio e la stazione del Butterfield Overland Mail, due fabbri, un hotel, due negozi e alcune abitazioni.
L'altro si chiamava Colorado City. Sviluppato dallo speculatore Charles Poston, sul lato sud del fiume in quella che ora è l'Arizona, era il sito della dogana. All'inizio, era appena a nord del confine tra Sonora, Messico e California governati dal Messico. Dopo l'Acquisto Gadsden da parte degli Stati Uniti, la città confinava con il Territorio del Nuovo Messico. Quest'area fu designata Territorio dell'Arizona nel 1863. Il sito di Colorado City all'epoca era debitamente registrato a San Diego; entrambe le sponde del fiume Colorado, appena al di sotto della sua confluenza con il Gila, furono riconosciute come appartenenti alla giurisdizione della California. La contea di San Diego riscosse tasse da lì per molti anni.
Dal 1853 un insediamento più piccolo, Arizona City, è cresciuto su un'altura di fronte al forte ed è stato organizzato sotto il nome del suo ufficio postale nel 1858. Aveva abitazioni in adobe, due negozi e due saloon. Colorado City e Jaeger City furono quasi completamente distrutte durante la grande inondazione del 1862 e dovettero essere ricostruite su un terreno più elevato. A quel tempo Colorado City divenne parte di Arizona City. Prese il nome di Yuma nel 1873.

### Sviluppo iniziale
Dal 1854, Colorado City è stata la principale fermata del battello a vapore per il traffico su e giù per il fiume Colorado. Dopo l'inondazione del 1862, divenne parte di Arizona City. I battelli a vapore trasportavano passeggeri e attrezzature per le varie miniere e avamposti militari lungo il Colorado; Colorado City era il capolinea del traffico dei vagoni lungo il fiume Gila nel Territorio del Nuovo Messico. Il carico dalle navi veniva scaricato alla foce del fiume Colorado al Robinson's Landing e dal 1864 a Port Isabel. Dal 1864, lo Yuma Quartermaster Depot, oggi parco storico statale, riforniva tutti i forti dell'attuale Arizona, così come gran parte del Colorado e del Nuovo Messico. Dopo che l'Arizona divenne un territorio separato, Yuma divenne il capoluogo della contea di Yuma nel 1871, in sostituzione di La Paz, il capoluogo originale.
La Southern Pacific Railroad costruì un ponte sul fiume nel 1877 e acquisì la Colorado Steam Navigation Company di George Alonzo Johnson, l'unica compagnia di battelli a vapore sul fiume. Yuma divenne la nuova base di navigazione sul fiume, ponendo fine alla necessità di Port Isabel, che fu abbandonata nel 1879. I magazzini e il cantiere navale furono trasferiti a Yuma.

## Società

### Evoluzione demografica
Secondo il censimento del 2010, la popolazione era di 93 064 abitanti.

### Etnie e minoranze straniere
Secondo il censimento del 2010, la composizione etnica della città era formata dal 68,8% di bianchi, il 3,2% di afroamericani, l'1,8% di nativi americani, l'1,9% di asiatici, lo 0,2% di oceanici, il 19,6% di altre etnie, e il 4,5% di due o più etnie. Ispanici o latinos di qualunque etnia erano il 54,8% della popolazione.